# 1491
Portal Geschichte | Portal Biografien | Aktuelle Ereignisse | Jahreskalender | Tagesartikel

◄ |
14. Jahrhundert |
15. Jahrhundert
| 16. Jahrhundert | ►

◄ |
1460er |
1470er |
1480er |
1490er
| 1500er | 1510er | 1520er | ►

◄◄ |
◄ |
1487 |
1488 |
1489 |
1490 |
1491
| 1492 | 1493 | 1494 | 1495 | ► | ►►
Staatsoberhäupter  · Nekrolog  · Literaturjahr
| Januar | Januar | Januar | Januar | Januar | Januar | Januar | Januar |
| Kw     | Mo     | Di     | Mi     | Do     | Fr     | Sa     | So     |
| ------ | ------ | ------ | ------ | ------ | ------ | ------ | ------ |
| 52     |        |        |        |        |        | 1      | 2      |
| 1      | 3      | 4      | 5      | 6      | 7      | 8      | 9      |
| 2      | 10     | 11     | 12     | 13     | 14     | 15     | 16     |
| 3      | 17     | 18     | 19     | 20     | 21     | 22     | 23     |
| 4      | 24     | 25     | 26     | 27     | 28     | 29     | 30     |
| 5      | 31     |        |        |        |        |        |        |

| Februar | Februar | Februar | Februar | Februar | Februar | Februar | Februar |
| Kw      | Mo      | Di      | Mi      | Do      | Fr      | Sa      | So      |
| ------- | ------- | ------- | ------- | ------- | ------- | ------- | ------- |
| 5       |         | 1       | 2       | 3       | 4       | 5       | 6       |
| 6       | 7       | 8       | 9       | 10      | 11      | 12      | 13      |
| 7       | 14      | 15      | 16      | 17      | 18      | 19      | 20      |
| 8       | 21      | 22      | 23      | 24      | 25      | 26      | 27      |
| 9       | 28      |         |         |         |         |         |         |

| März | März | März | März | März | März | März | März |
| Kw   | Mo   | Di   | Mi   | Do   | Fr   | Sa   | So   |
| ---- | ---- | ---- | ---- | ---- | ---- | ---- | ---- |
| 9    |      | 1    | 2    | 3    | 4    | 5    | 6    |
| 10   | 7    | 8    | 9    | 10   | 11   | 12   | 13   |
| 11   | 14   | 15   | 16   | 17   | 18   | 19   | 20   |
| 12   | 21   | 22   | 23   | 24   | 25   | 26   | 27   |
| 13   | 28   | 29   | 30   | 31   |      |      |      |

| April | April | April | April | April | April | April | April |
| Kw    | Mo    | Di    | Mi    | Do    | Fr    | Sa    | So    |
| ----- | ----- | ----- | ----- | ----- | ----- | ----- | ----- |
| 13    |       |       |       |       | 1     | 2     | 3     |
| 14    | 4     | 5     | 6     | 7     | 8     | 9     | 10    |
| 15    | 11    | 12    | 13    | 14    | 15    | 16    | 17    |
| 16    | 18    | 19    | 20    | 21    | 22    | 23    | 24    |
| 17    | 25    | 26    | 27    | 28    | 29    | 30    |       |

| Mai | Mai | Mai | Mai | Mai | Mai | Mai | Mai |
| Kw  | Mo  | Di  | Mi  | Do  | Fr  | Sa  | So  |
| --- | --- | --- | --- | --- | --- | --- | --- |
| 17  |     |     |     |     |     |     | 1   |
| 18  | 2   | 3   | 4   | 5   | 6   | 7   | 8   |
| 19  | 9   | 10  | 11  | 12  | 13  | 14  | 15  |
| 20  | 16  | 17  | 18  | 19  | 20  | 21  | 22  |
| 21  | 23  | 24  | 25  | 26  | 27  | 28  | 29  |
| 22  | 30  | 31  |     |     |     |     |     |

| Juni | Juni | Juni | Juni | Juni | Juni | Juni | Juni |
| Kw   | Mo   | Di   | Mi   | Do   | Fr   | Sa   | So   |
| ---- | ---- | ---- | ---- | ---- | ---- | ---- | ---- |
| 22   |      |      | 1    | 2    | 3    | 4    | 5    |
| 23   | 6    | 7    | 8    | 9    | 10   | 11   | 12   |
| 24   | 13   | 14   | 15   | 16   | 17   | 18   | 19   |
| 25   | 20   | 21   | 22   | 23   | 24   | 25   | 26   |
| 26   | 27   | 28   | 29   | 30   |      |      |      |

| Juli | Juli | Juli | Juli | Juli | Juli | Juli | Juli |
| Kw   | Mo   | Di   | Mi   | Do   | Fr   | Sa   | So   |
| ---- | ---- | ---- | ---- | ---- | ---- | ---- | ---- |
| 26   |      |      |      |      | 1    | 2    | 3    |
| 27   | 4    | 5    | 6    | 7    | 8    | 9    | 10   |
| 28   | 11   | 12   | 13   | 14   | 15   | 16   | 17   |
| 29   | 18   | 19   | 20   | 21   | 22   | 23   | 24   |
| 30   | 25   | 26   | 27   | 28   | 29   | 30   | 31   |

| August | August | August | August | August | August | August | August |
| Kw     | Mo     | Di     | Mi     | Do     | Fr     | Sa     | So     |
| ------ | ------ | ------ | ------ | ------ | ------ | ------ | ------ |
| 31     | 1      | 2      | 3      | 4      | 5      | 6      | 7      |
| 32     | 8      | 9      | 10     | 11     | 12     | 13     | 14     |
| 33     | 15     | 16     | 17     | 18     | 19     | 20     | 21     |
| 34     | 22     | 23     | 24     | 25     | 26     | 27     | 28     |
| 35     | 29     | 30     | 31     |        |        |        |        |

| September | September | September | September | September | September | September | September |
| Kw        | Mo        | Di        | Mi        | Do        | Fr        | Sa        | So        |
| --------- | --------- | --------- | --------- | --------- | --------- | --------- | --------- |
| 35        |           |           |           | 1         | 2         | 3         | 4         |
| 36        | 5         | 6         | 7         | 8         | 9         | 10        | 11        |
| 37        | 12        | 13        | 14        | 15        | 16        | 17        | 18        |
| 38        | 19        | 20        | 21        | 22        | 23        | 24        | 25        |
| 39        | 26        | 27        | 28        | 29        | 30        |           |           |

| Oktober | Oktober | Oktober | Oktober | Oktober | Oktober | Oktober | Oktober |
| Kw      | Mo      | Di      | Mi      | Do      | Fr      | Sa      | So      |
| ------- | ------- | ------- | ------- | ------- | ------- | ------- | ------- |
| 39      |         |         |         |         |         | 1       | 2       |
| 40      | 3       | 4       | 5       | 6       | 7       | 8       | 9       |
| 41      | 10      | 11      | 12      | 13      | 14      | 15      | 16      |
| 42      | 17      | 18      | 19      | 20      | 21      | 22      | 23      |
| 43      | 24      | 25      | 26      | 27      | 28      | 29      | 30      |
| 44      | 31      |         |         |         |         |         |         |

| November | November | November | November | November | November | November | November |
| Kw       | Mo       | Di       | Mi       | Do       | Fr       | Sa       | So       |
| -------- | -------- | -------- | -------- | -------- | -------- | -------- | -------- |
| 44       |          | 1        | 2        | 3        | 4        | 5        | 6        |
| 45       | 7        | 8        | 9        | 10       | 11       | 12       | 13       |
| 46       | 14       | 15       | 16       | 17       | 18       | 19       | 20       |
| 47       | 21       | 22       | 23       | 24       | 25       | 26       | 27       |
| 48       | 28       | 29       | 30       |          |          |          |          |

| Dezember | Dezember | Dezember | Dezember | Dezember | Dezember | Dezember | Dezember |
| Kw       | Mo       | Di       | Mi       | Do       | Fr       | Sa       | So       |
| -------- | -------- | -------- | -------- | -------- | -------- | -------- | -------- |
| 48       |          |          |          | 1        | 2        | 3        | 4        |
| 49       | 5        | 6        | 7        | 8        | 9        | 10       | 11       |
| 50       | 12       | 13       | 14       | 15       | 16       | 17       | 18       |
| 51       | 19       | 20       | 21       | 22       | 23       | 24       | 25       |
| 52       | 26       | 27       | 28       | 29       | 30       | 31       |          |

| Januar | Januar | Januar | Januar | Januar | Januar | Januar | Januar |
| Kw     | Mo     | Di     | Mi     | Do     | Fr     | Sa     | So     |
| ------ | ------ | ------ | ------ | ------ | ------ | ------ | ------ |
| 52     |        |        |        |        |        | 1      | 2      |
| 1      | 3      | 4      | 5      | 6      | 7      | 8      | 9      |
| 2      | 10     | 11     | 12     | 13     | 14     | 15     | 16     |
| 3      | 17     | 18     | 19     | 20     | 21     | 22     | 23     |
| 4      | 24     | 25     | 26     | 27     | 28     | 29     | 30     |
| 5      | 31     |        |        |        |        |        |        |

| Februar | Februar | Februar | Februar | Februar | Februar | Februar | Februar |
| Kw      | Mo      | Di      | Mi      | Do      | Fr      | Sa      | So      |
| ------- | ------- | ------- | ------- | ------- | ------- | ------- | ------- |
| 5       |         | 1       | 2       | 3       | 4       | 5       | 6       |
| 6       | 7       | 8       | 9       | 10      | 11      | 12      | 13      |
| 7       | 14      | 15      | 16      | 17      | 18      | 19      | 20      |
| 8       | 21      | 22      | 23      | 24      | 25      | 26      | 27      |
| 9       | 28      |         |         |         |         |         |         |

| März | März | März | März | März | März | März | März |
| Kw   | Mo   | Di   | Mi   | Do   | Fr   | Sa   | So   |
| ---- | ---- | ---- | ---- | ---- | ---- | ---- | ---- |
| 9    |      | 1    | 2    | 3    | 4    | 5    | 6    |
| 10   | 7    | 8    | 9    | 10   | 11   | 12   | 13   |
| 11   | 14   | 15   | 16   | 17   | 18   | 19   | 20   |
| 12   | 21   | 22   | 23   | 24   | 25   | 26   | 27   |
| 13   | 28   | 29   | 30   | 31   |      |      |      |

| April | April | April | April | April | April | April | April |
| Kw    | Mo    | Di    | Mi    | Do    | Fr    | Sa    | So    |
| ----- | ----- | ----- | ----- | ----- | ----- | ----- | ----- |
| 13    |       |       |       |       | 1     | 2     | 3     |
| 14    | 4     | 5     | 6     | 7     | 8     | 9     | 10    |
| 15    | 11    | 12    | 13    | 14    | 15    | 16    | 17    |
| 16    | 18    | 19    | 20    | 21    | 22    | 23    | 24    |
| 17    | 25    | 26    | 27    | 28    | 29    | 30    |       |

| Mai | Mai | Mai | Mai | Mai | Mai | Mai | Mai |
| Kw  | Mo  | Di  | Mi  | Do  | Fr  | Sa  | So  |
| --- | --- | --- | --- | --- | --- | --- | --- |
| 17  |     |     |     |     |     |     | 1   |
| 18  | 2   | 3   | 4   | 5   | 6   | 7   | 8   |
| 19  | 9   | 10  | 11  | 12  | 13  | 14  | 15  |
| 20  | 16  | 17  | 18  | 19  | 20  | 21  | 22  |
| 21  | 23  | 24  | 25  | 26  | 27  | 28  | 29  |
| 22  | 30  | 31  |     |     |     |     |     |

| Juni | Juni | Juni | Juni | Juni | Juni | Juni | Juni |
| Kw   | Mo   | Di   | Mi   | Do   | Fr   | Sa   | So   |
| ---- | ---- | ---- | ---- | ---- | ---- | ---- | ---- |
| 22   |      |      | 1    | 2    | 3    | 4    | 5    |
| 23   | 6    | 7    | 8    | 9    | 10   | 11   | 12   |
| 24   | 13   | 14   | 15   | 16   | 17   | 18   | 19   |
| 25   | 20   | 21   | 22   | 23   | 24   | 25   | 26   |
| 26   | 27   | 28   | 29   | 30   |      |      |      |

| Juli | Juli | Juli | Juli | Juli | Juli | Juli | Juli |
| Kw   | Mo   | Di   | Mi   | Do   | Fr   | Sa   | So   |
| ---- | ---- | ---- | ---- | ---- | ---- | ---- | ---- |
| 26   |      |      |      |      | 1    | 2    | 3    |
| 27   | 4    | 5    | 6    | 7    | 8    | 9    | 10   |
| 28   | 11   | 12   | 13   | 14   | 15   | 16   | 17   |
| 29   | 18   | 19   | 20   | 21   | 22   | 23   | 24   |
| 30   | 25   | 26   | 27   | 28   | 29   | 30   | 31   |

| August | August | August | August | August | August | August | August |
| Kw     | Mo     | Di     | Mi     | Do     | Fr     | Sa     | So     |
| ------ | ------ | ------ | ------ | ------ | ------ | ------ | ------ |
| 31     | 1      | 2      | 3      | 4      | 5      | 6      | 7      |
| 32     | 8      | 9      | 10     | 11     | 12     | 13     | 14     |
| 33     | 15     | 16     | 17     | 18     | 19     | 20     | 21     |
| 34     | 22     | 23     | 24     | 25     | 26     | 27     | 28     |
| 35     | 29     | 30     | 31     |        |        |        |        |

| September | September | September | September | September | September | September | September |
| Kw        | Mo        | Di        | Mi        | Do        | Fr        | Sa        | So        |
| --------- | --------- | --------- | --------- | --------- | --------- | --------- | --------- |
| 35        |           |           |           | 1         | 2         | 3         | 4         |
| 36        | 5         | 6         | 7         | 8         | 9         | 10        | 11        |
| 37        | 12        | 13        | 14        | 15        | 16        | 17        | 18        |
| 38        | 19        | 20        | 21        | 22        | 23        | 24        | 25        |
| 39        | 26        | 27        | 28        | 29        | 30        |           |           |

| Oktober | Oktober | Oktober | Oktober | Oktober | Oktober | Oktober | Oktober |
| Kw      | Mo      | Di      | Mi      | Do      | Fr      | Sa      | So      |
| ------- | ------- | ------- | ------- | ------- | ------- | ------- | ------- |
| 39      |         |         |         |         |         | 1       | 2       |
| 40      | 3       | 4       | 5       | 6       | 7       | 8       | 9       |
| 41      | 10      | 11      | 12      | 13      | 14      | 15      | 16      |
| 42      | 17      | 18      | 19      | 20      | 21      | 22      | 23      |
| 43      | 24      | 25      | 26      | 27      | 28      | 29      | 30      |
| 44      | 31      |         |         |         |         |         |         |

| November | November | November | November | November | November | November | November |
| Kw       | Mo       | Di       | Mi       | Do       | Fr       | Sa       | So       |
| -------- | -------- | -------- | -------- | -------- | -------- | -------- | -------- |
| 44       |          | 1        | 2        | 3        | 4        | 5        | 6        |
| 45       | 7        | 8        | 9        | 10       | 11       | 12       | 13       |
| 46       | 14       | 15       | 16       | 17       | 18       | 19       | 20       |
| 47       | 21       | 22       | 23       | 24       | 25       | 26       | 27       |
| 48       | 28       | 29       | 30       |          |          |          |          |

| Dezember | Dezember | Dezember | Dezember | Dezember | Dezember | Dezember | Dezember |
| Kw       | Mo       | Di       | Mi       | Do       | Fr       | Sa       | So       |
| -------- | -------- | -------- | -------- | -------- | -------- | -------- | -------- |
| 48       |          |          |          | 1        | 2        | 3        | 4        |
| 49       | 5        | 6        | 7        | 8        | 9        | 10       | 11       |
| 50       | 12       | 13       | 14       | 15       | 16       | 17       | 18       |
| 51       | 19       | 20       | 21       | 22       | 23       | 24       | 25       |
| 52       | 26       | 27       | 28       | 29       | 30       | 31       |          |

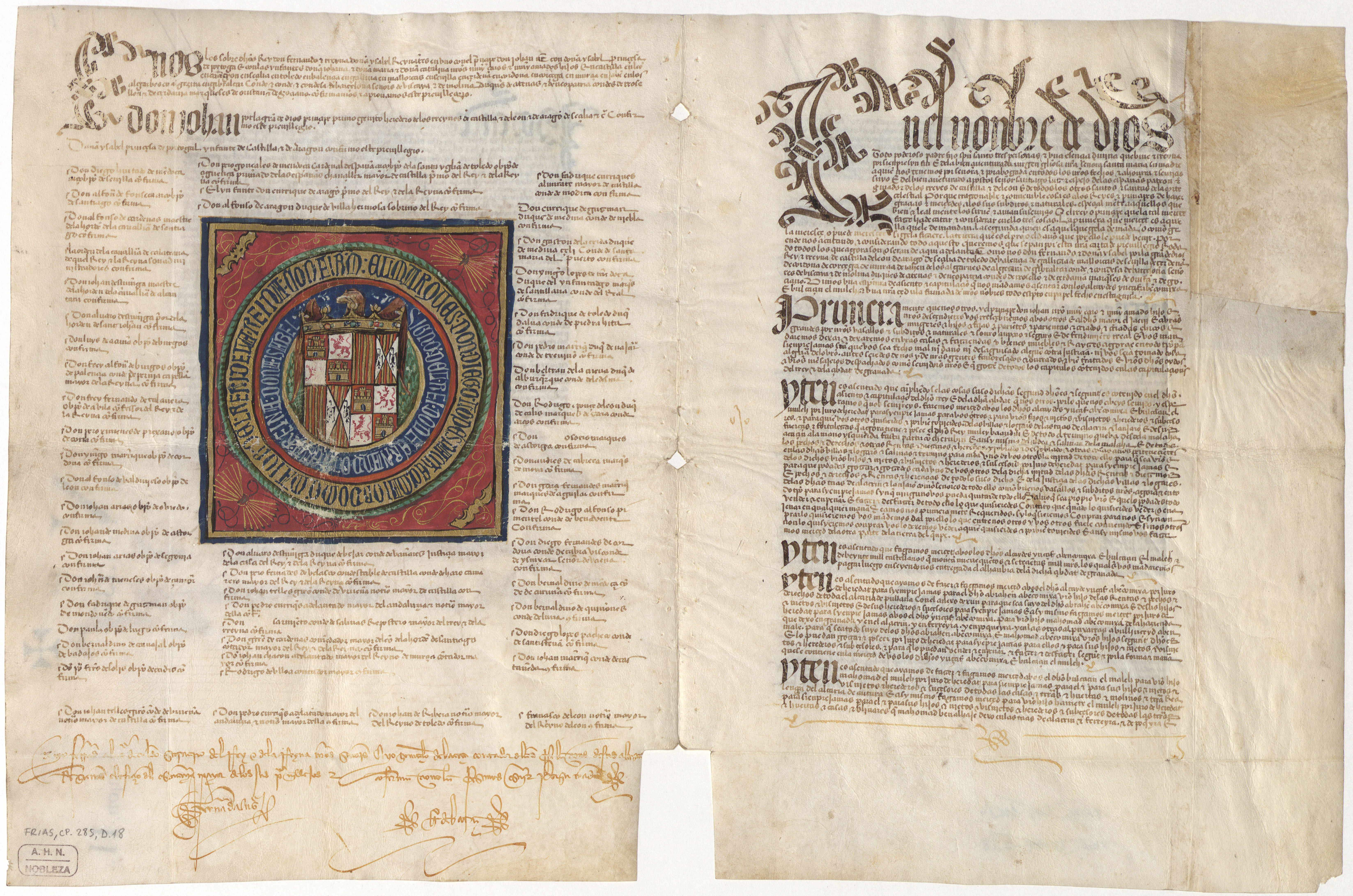
Vertrag von Granada

Im Jahr 1491 beginnt die Belagerung von Granada durch die katholischen Könige Ferdinand II. und Isabella I., mit der die Eroberung des Königreiches Granada und damit die Reconquista in Spanien Anfang des nächsten Jahres erfolgreich abgeschlossen wird.
Im Nachbarland Portugal bedeutet der Tod des mit einer spanischen Prinzessin verheirateten Infanten Alfons das Ende der Hoffnungen auf ein gesamtiberisches Imperium unter dem Haus Avis. Gleichzeitig wird damit aber der Weg frei für die Thronfolge eines der bedeutendsten Könige in der Geschichte Portugals.
Zur gleichen Zeit muss der römisch-deutsche König Maximilian I. nach einer militärischen Niederlage gegen Vladislav II. den Anspruch der Jagiellonen auf Böhmen und Ungarn anerkennen. Mit dem Frieden von Pressburg schafft er langfristig dennoch die Grundlage für die mächtige Habsburgermonarchie im Zentrum Europas.

## Ereignisse

### Politik und Weltgeschehen

#### Iberische Halbinsel

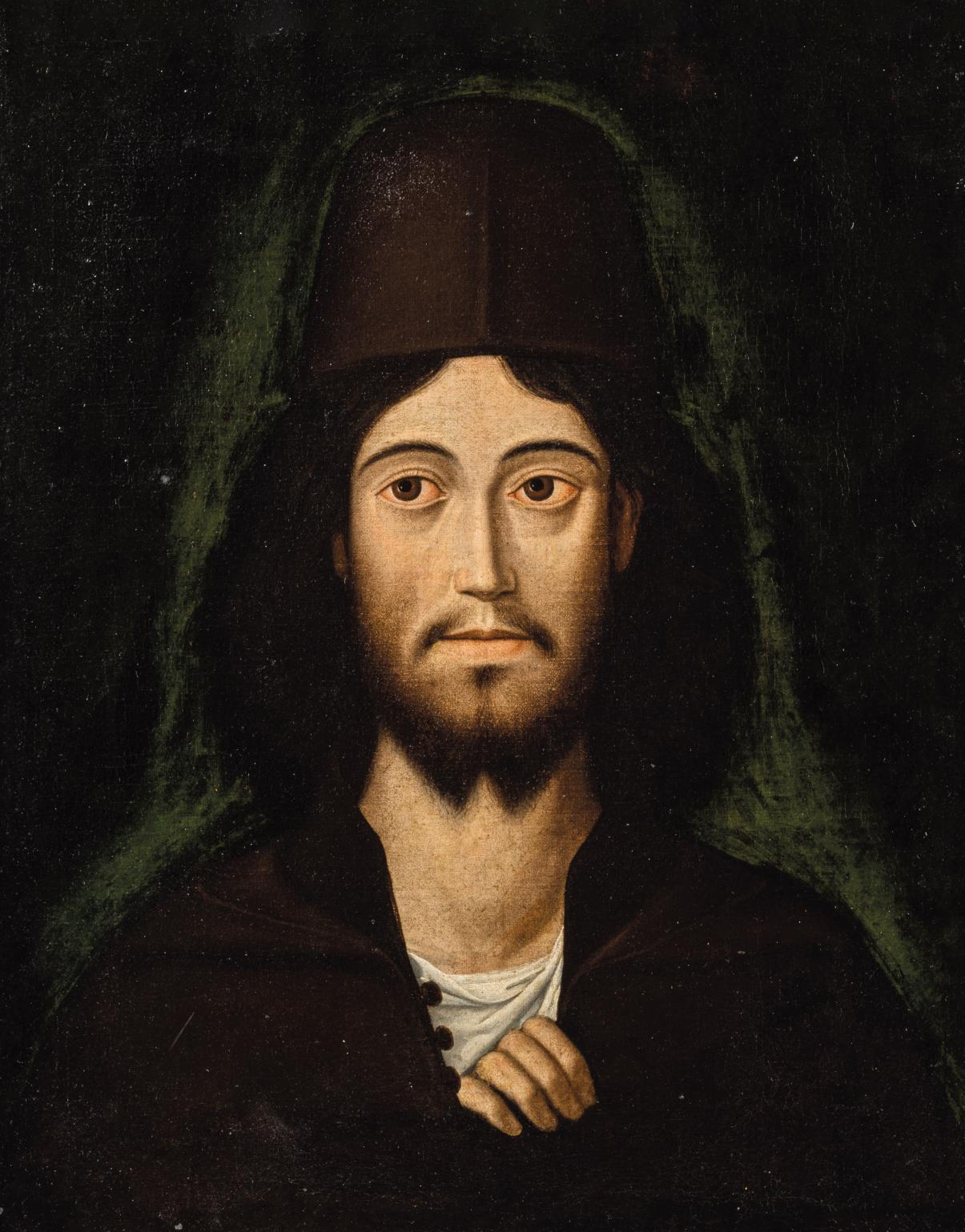
Muhammad XII., El Rey Chico de Granada

- 11. April: Die Belagerung von Granada als letzter Akt der Eroberung des Königreiches Granada durch die Truppen der Katholischen Könige Isabella I. von Kastilien und Ferdinand V. von Aragón beginnt. Dazu wird Anfang Juni etwa zehn Kilometer nordöstlich der Stadt das Heerlager Santa Fe errichtet. Granada ist die letzte Stadt des Emirats von Granada unter Muhammad XII. und damit auch die letzte Stadt der Mauren auf europäischem Boden.
- 13. Juli: Alfons, einziger legitimer Sohn des portugiesischen Königs Johann II., stirbt im Alter von 16 Jahren. Damit rückt Johanns Cousin Manuel an die Spitze der Thronfolge in Portugal. Johanns Versuch, seinen illegitimen Lieblingssohn Jorge de Lancastre als Nachfolger zu bestimmen, scheitert vor allem am Einfluss seiner Gattin Eleonore.

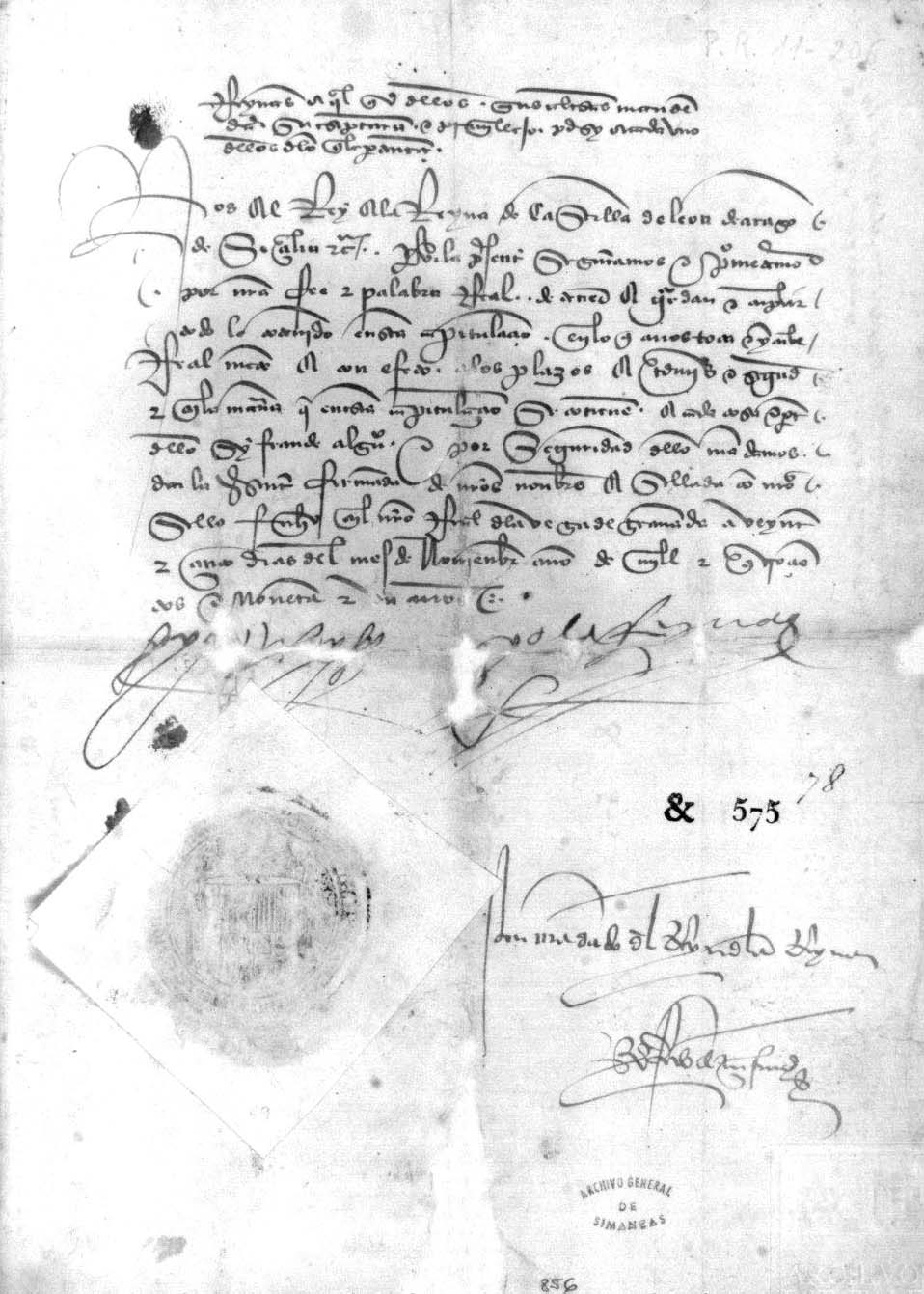
Kopie der „Capitulación de los Reyes Católicos“ im Archivo General de Simancas

- 25. November/30. Dezember: Nach offiziellen Verhandlungen zwischen dem Emirat von Granada, vertreten durch Wesir Abu'l Qasim Abd al-Malik und Muhammad al-Baqqani, und dem Königreich Kastilien, vertreten durch den königlichen Sekretär Fernando de Zafra und Gonzalo Fernández de Córdoba y Aguilar, werden im Feldlager von Santa Fé die Verträge bezüglich der Übergabe Granadas unterschrieben. Darin werden der Bevölkerung unter anderem die Freiheit der Religionsausübung garantiert. Dem Emir Muhammad XII. wird zugesagt, dass er und seine Familie in der Region Alpujarras eine kleine Herrschaft erhalten werden, die als muslimische Enklave seiner Gewalt unterstehen soll. Für einige höhere Würdenträger des Emirates bestehen ähnliche Regelungen.
- Die Idee des Christoph Kolumbus für eine Fahrt nach Asien auf der Atlantikroute wird von einer spanischen Kommission neuerlich abgewiesen. Vom Königspaar erhält er zwar die Zusage, dass man sich nach dem Krieg gegen Granada erneut seinen Plänen widmen würde, aber Kolumbus entschließt sich stattdessen, nach Frankreich zu gehen. Auf dem Weg nach Huelva, wo er sich einschiffen will, machte er Station im Kloster La Rábida. Dort halten ihn der Franziskaner Juan Pérez und der Arzt García Hernández zurück. Pérez schreibt der Königin einen eindringlichen Brief und erreicht so, dass Kolumbus an den Hof zurückgerufen wird, wo er Ende des Jahres eintrifft.

#### Weitere Ereignisse in Europa

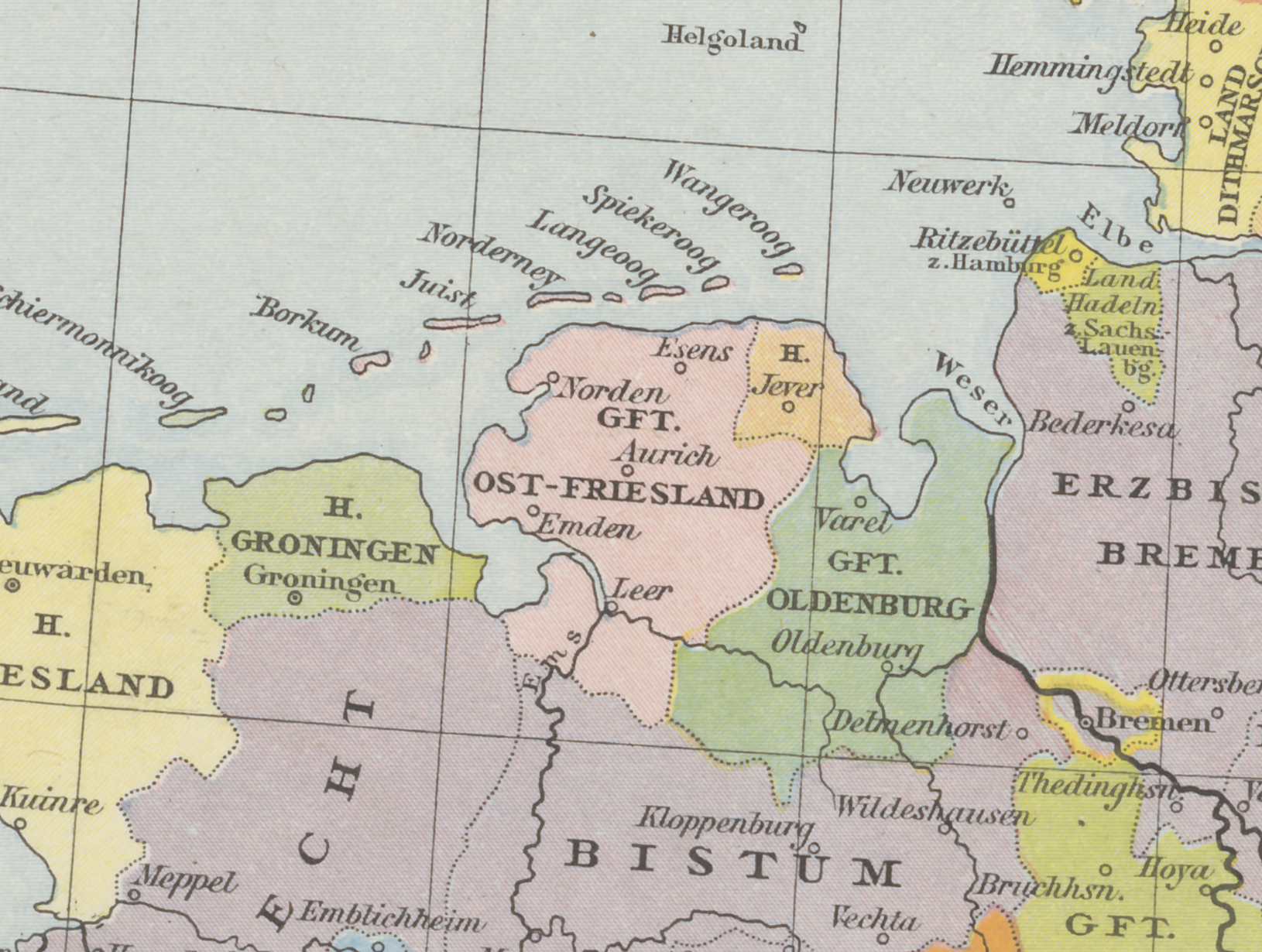
Die Grafschaft Ostfriesland und die Herrschaft Jever um 1500

- 19. Februar: Durch den Tod von Enno I. wird sein Bruder Edzard I. Graf von Ostfriesland. Er befindet sich zu diesem Zeitpunkt gerade auf Pilgerreise im Heiligen Land.
- 30. März: Wolter von Plettenberg, Landmarschall des Deutschen Ordens, siegt mit seinen Truppen in der Schlacht von Neuermühlen über die Einheiten des Erzbischofs von Riga und der Stadtmark Riga. Damit legt Plettenberg die entscheidende Grundlage für die Einigung Altlivlands.
- 25. September: Nach dem Tod seines Großvaters Johann II. erbt Engelbert von Kleve die Grafschaften Nevers und Eu, nicht jedoch die Grafschaft Rethel, die Johanns im März geborener Enkelin Marie d’Albret zufallen soll.
- 7. November: Der in Ungarn eingedrungene, aber mit seinem Heer unterlegene römisch-deutsche König Maximilian I. schließt den Frieden von Pressburg. Der Habsburger erkennt die Herrschaft von König Vladislav II. in Ungarn an. Langfristig sichert Maximilian mit diesem Vertrag, der auch einen Erbvertrag enthält, den Habsburgern die Herrschaft über das Reich der Jagiellonen.

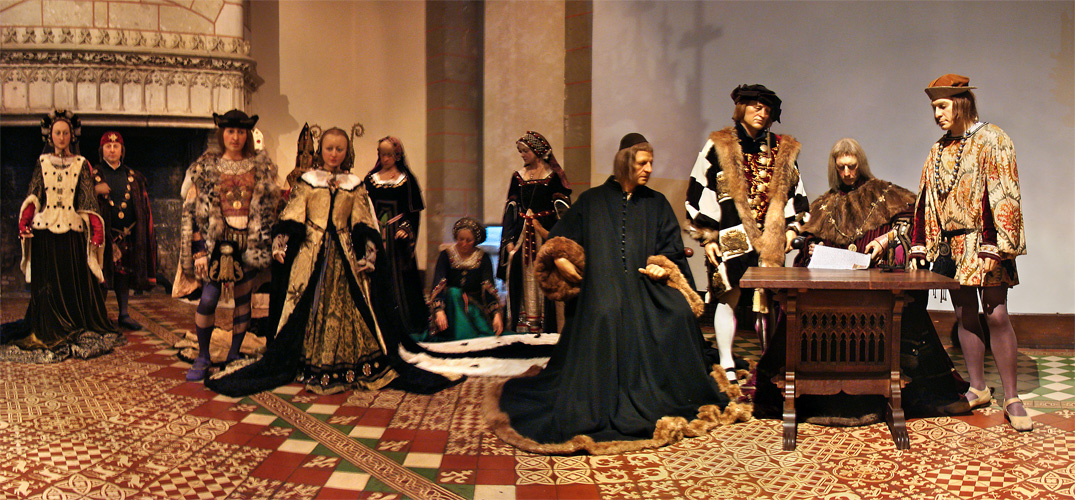
Heirat mit Karl VIII. von Frankreich im Schloss Langeais am 6. Dezember 1491.

- 6. Dezember: Der französische König Karl VIII. heiratet Anne de Bretagne und verleibt mit der Eheschließung die Bretagne in sein Reich ein. Der Protest des römisch-deutschen Königs Maximilian I., der formell ihr Ehemann ist, bleibt ohne Wirkung, obwohl keine päpstliche Dispens für die Ehe vorliegt.
- Russisch-Litauischer Krieg (1487–1494)

#### Asien
- Nach dem Tod seines Bruders Borommaracha III. wird Ramathibodi II. König von Ayutthaya. Seine Regierungszeit ist von einer friedlichen Entwicklung des Königreichs und von den ersten Kontakten mit Europäern geprägt.

### Wirtschaft
- 28. Oktober: Als am Schreckenberg unweit der Frohnauer Obermühle reiche Silbererzgänge entdeckt werden, setzt im Zuge des Berggeschreys ein starker Zustrom von Menschen ein.

### Wissenschaft, Technik und Kultur

#### Geschichte und Politikwissenschaft
Der mittelniederdeutsche Chronist Hermann Bote setzt sich in der Staats- und Ständelehre Boek van veleme rade erstmals kritisch mit dem herrschenden Gesellschaftssystem auseinander.

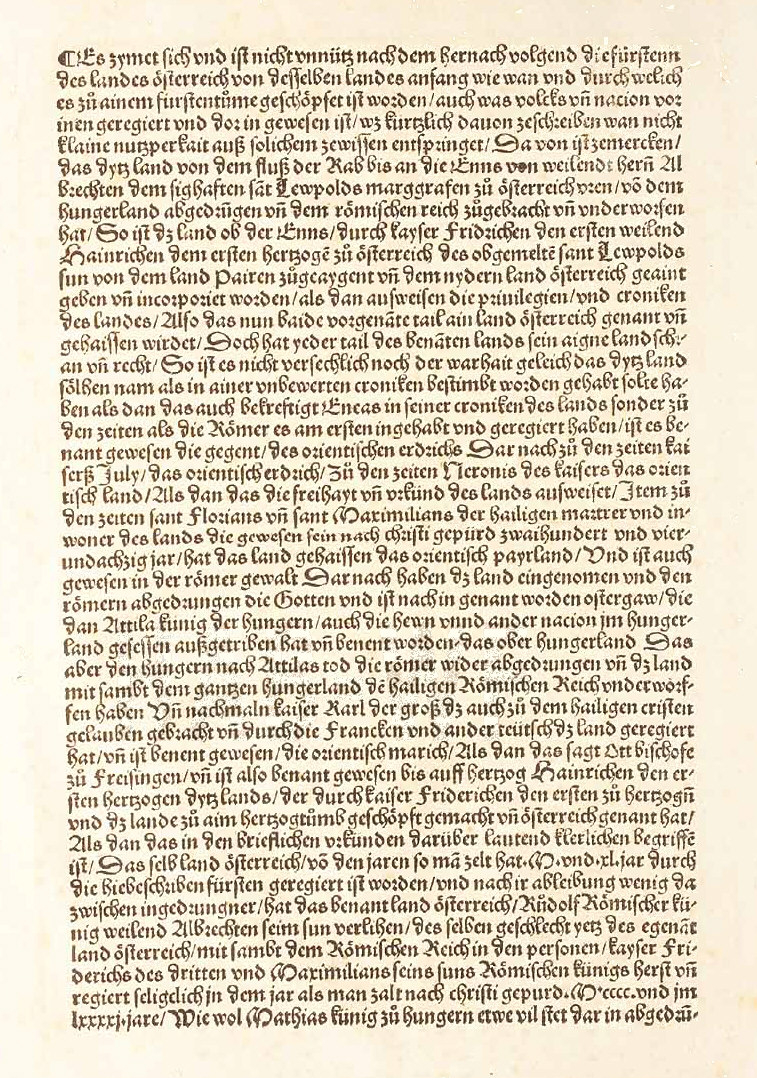
Seite aus Ladislaus Sunthayms Babenberger-Genealogie 1491

Der Buchdrucker Michael Furter druckt in Basel erstmals die von Ladislaus Sunthaym erstellte Genealogie der Babenberger, was letzteren als Genealogen und Historiker bekannt macht.

#### Geographie und Kartographie

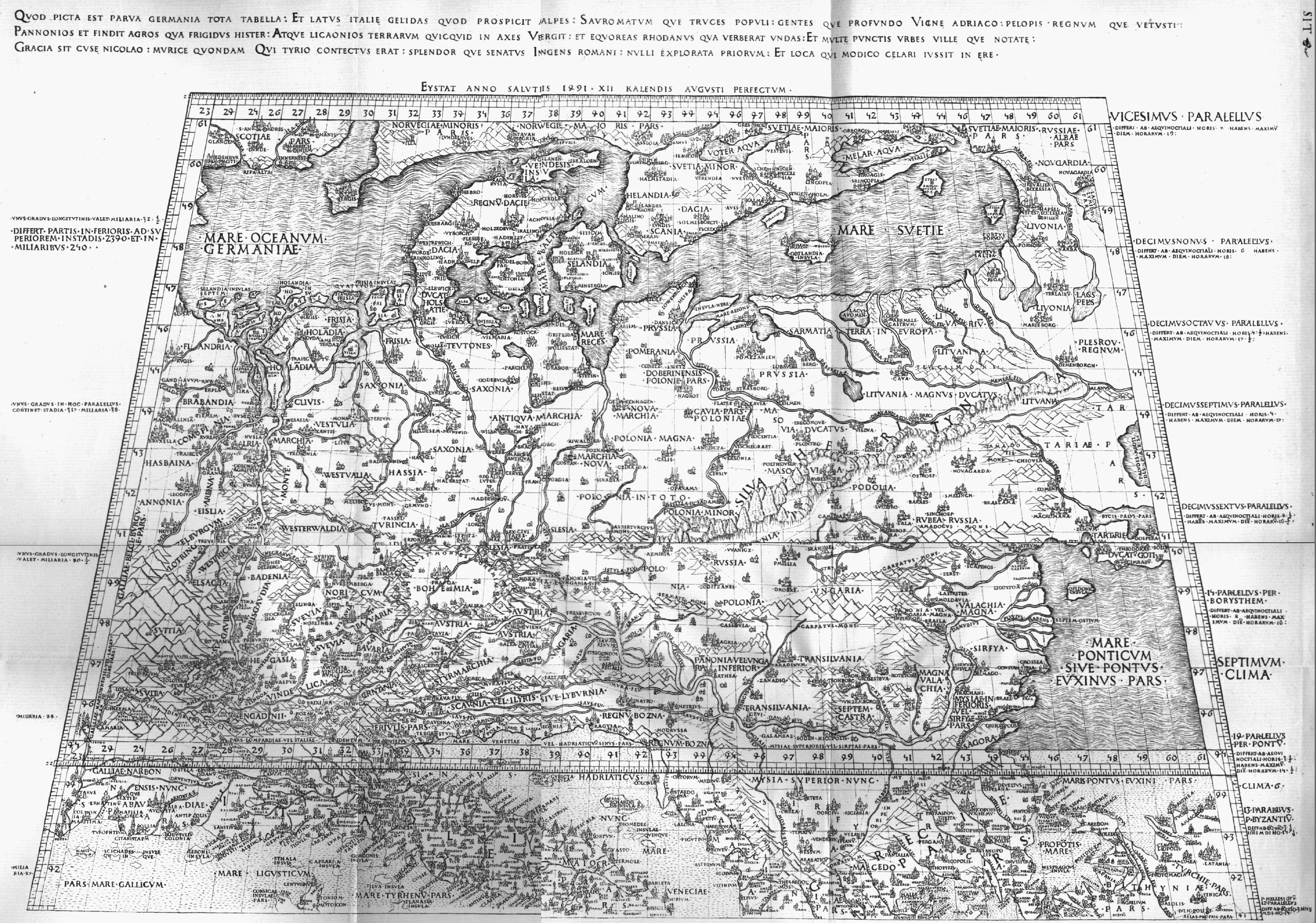
Eichstätter Ausgabe 1491

Die Cusanus-Karte von Mitteleuropa wird in ihrer Eichstätter Version als Kupferstich mit dem Titel parva Germania tota tabella erstmals gedruckt.

#### Medizin und Naturwissenschaften
Das lateinische Kräuterbuch Hortus sanitatis erscheint im Juni in Mainz erstmals im Druck. Die Publikation von Jacob Meydenbach zählt mit zwei anderen Werken der Zeit zur Gruppe der Mainzer Kräuterbuch-Inkunabeln.

### Religion
- In Halberstadt wird der gotische Dom eingeweiht.
- In Heiligenblut erfolgt die Weihe der Wallfahrtskirche.
- Der Bau des Turiner Doms beginnt.

### Natur und Umwelt
- Seegfrörni: Der Zürichsee ist komplett zugefroren.

## Geboren

### Geburtsdatum belegt
- 7. Januar: Wilhelm von Fürstenberg, deutscher Söldnerführer († 1549)
- 15. Januar: Nicolò da Ponte, Doge von Venedig († 1585)
- 14. Februar: Johannes Lening, deutscher evangelischer Theologe und Reformator († 1566)
- 25. März: Marie d’Albret, Gräfin von Rethel und Gräfin von Nevers († 1549)
- 10. Mai: Suzanne de Bourbon-Beaujeu, Herzogin von Bourbon und Auvergne, sowie Gräfin von Clermont († 1521)

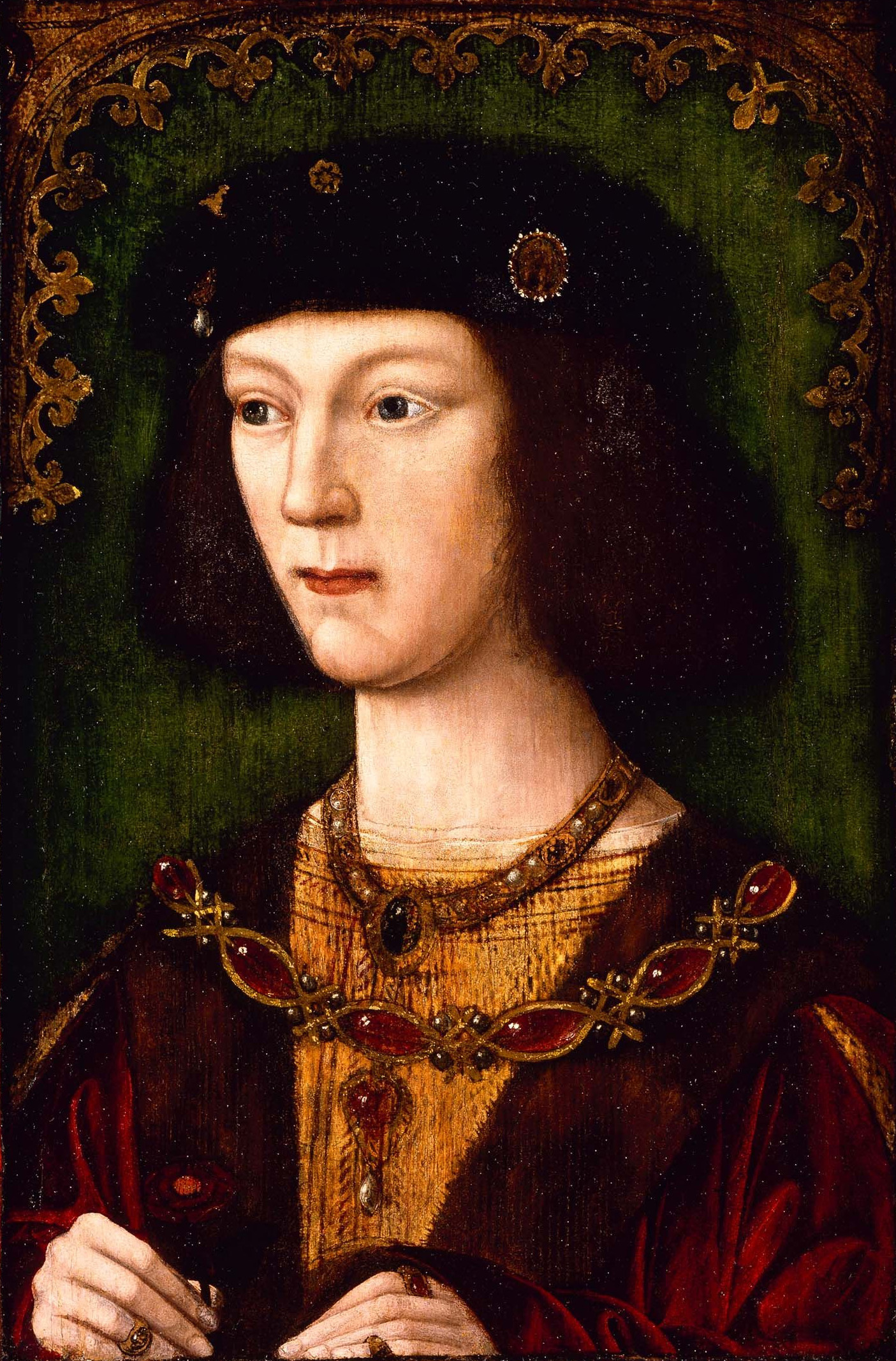
Heinrich als junger Mann, ca. 1509

- 28. Juni: Heinrich VIII., König von England († 1547)
- 3. August: Maria von Jülich, Herzogin von Jülich-Kleve-Berg († 1543)
- 25. August: Innocenzo Cibo, italienischer Kardinal († 1550)
- 6. Oktober: François I. de Bourbon-Saint-Pol, Herzog von Estouteville, Pair von Frankreich († 1545)
- 26. Oktober: Zhengde, chinesischer Kaiser († 1521)
- 11. November: Martin Bucer, deutscher bedeutender Theologe der Reformation († 1551)
- 25. November: Martin Cleß, deutscher Theologe und Reformator († 1552)
- 29. November: Andreas I. Imhoff, Nürnberger Patrizier, Kaufmann, Bankier und Politiker († 1579)
- 31. Dezember: Jacques Cartier, französischer Entdecker und Seefahrer († 1557)

### Genaues Geburtsdatum unbekannt
- Alardus von Amsterdam, niederländischer humanistischer Gelehrter († 1544)
- Claude Baduel, Schweizer evangelischer Geistlicher und Hochschullehrer († 1561)
- Peter Becker, deutscher Theologe und Reformator († 1563)
- Jobst von Dewitz, herzoglicher Rat und Kanzler in Pommern-Wolgast († 1542)
- Teofilo Folengo, italienischer Mönch und Dichter († 1544)
- Hans Katzianer, slowenischer Adliger und Feldherr († 1539)
- Johann Lachmann, deutscher Theologe und Reformator († 1538 od. 1539)

### Geboren um 1491
- Mellin de Saint-Gelais, französischer Dichter, Hofpoet Franz’ I. († 1558)
- 1491 oder 1492: Bernard van Orley, niederländischer Maler († 1542)

## Gestorben

### Erstes Halbjahr
- 7. Januar: Lambert van der Heggen, Priester und Generalvikar in Köln

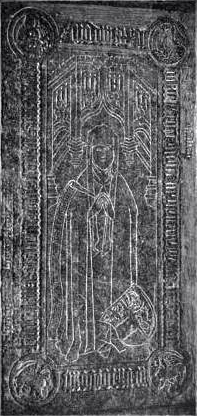
Grabstein Dorotheas in der Stadtkirche St. Jakob und St. Dionysius (Gadebusch)

- 19. Januar: Dorothea von Brandenburg, Herzogin zu Mecklenburg (* 1420)
- 2. Februar: Martin Schongauer, deutscher Kupferstecher und Maler (* um 1445/50)
- 19. Februar: Enno I., Graf von Ostfriesland (* 1460)
- 24. Februar: Hans Tucher, Nürnberger Patrizier (* 1428)
- 11. März: Marco Barbo, italienischer Kardinal (* 1420)
- 13. März: Ulrich Rösch, Abt von St. Gallen (* 1426)
- 18. April: Domenico di Michelino, italienischer Maler (* 1417)
- 2. Mai: Dierick Bouts der Jüngere, niederländischer Maler (* um 1448)
- 7. Mai: Benoît de Montferrand, Bischof von Coutances und Lausanne (* vor 1460)
- 14. Mai: Filippo Strozzi der Ältere, Florentiner Kaufmann (* 1428)
- 31. Mai: Philippe Basiron, französischer Komponist, Organist und Kleriker (* um 1450)

### Zweites Halbjahr
- 13. Juli: Johann Koerbecke, westfälischer Maler der Spätgotik (* um 1415/20)
- 13. Juli: Alfons, Infant von Portugal, Thronfolger und Sohn von König Joao II. (* 1475)
- 30. Juli: Arnold Heymerick, deutscher Abbreviator und Domdechan (* vor 1424)
- 7. August: Jacob Barbireau, franco-flämischer Komponist (* 1455/56)
- 25. September: Johann von Burgund, Graf von Étampes, Nevers,  Rethel und Eu (* 1415)
- 5. Oktober: Jean de La Balue, französischer Kardinal und Minister (* 1421)
- 25. November: François I. d’Orléans-Longueville, Großkammerherr von Frankreich, Graf von Dunois, Longueville und Tancarville (* 1447)
- 28. Dezember: Bertoldo di Giovanni, italienischer Bildhauer (* zwischen 1435 und 1440)

### Genaues Todesdatum unbekannt
- Mitte des Jahres: James Douglas, 9. Earl of Douglas, schottischer Adeliger (* 1426)
- Borommaracha III., König von Ayutthaya (* 1447)
- Jöns Budde, Mönch in Naantali (* um 1437)
- William Caxton, erster englischer Buchdrucker (* um 1422)
- Didrik Pining, deutscher Seefahrer (* um 1428)
- Alphonso de Spina, Bischof von Thermopylen und Autor
- Jörg Syrlin der Ältere, deutscher Schreiner und Bildhauer (* um 1425)